# 张震球
张震球（1907年—1974年），原名张仁俊，男，广西玉林人，中华人民共和国政治人物，曾任中华人民共和国劳动部人事教育司司长，第三、四届全国政协委员。